# PQ–16-os konvoj
A PQ–16-os konvoj egy hajókaraván volt, amelyet a szövetségesek a második világháború során a Szovjetunióba indítottak. A PQ kód azt jelentette, hogy a rakomány nyugatról tart a Szovjetunióba, a 16 a sorszámát jelöli. A teherhajók és kísérőik 1942. május 21-én indultak el Reykjavíkból. A 36 hajóból nyolcat elsüllyesztettek a németek. A többiek 1942. május 30-án érték el a murmanszki kikötőt.
1942. május 26-án az U–703 két torpedóval eltalálta az amerikai Syros teherhajót, 300 kilométerra Bjørnøyától. A gőzös 6390 tonna általános rakományt, benne lőszert szállított. A torpedóbecsapódás után a lőszer felrobbant, a hajó kettétört, és 80 másodperc alatt elsüllyedt. A mentőcsónakok megsemmisültek, csak három tutaj maradt épségben, ezekben a negyvenfős legénység 28 tagja élte túl a támadást. Őket az HMS Hazard vette fedélzetére.

### Kereskedelmi hajók
| A hajó neve       | Nemzetisége        | Vízkiszorítása brt |
| ----------------- | ------------------ | ------------------ |
| Alamar            | Egyesült Államok   | 5689               |
| American Banner   | Egyesült Államok   | 5035               |
| American Press    | Egyesült Államok   | 5131               |
| American Robin    | Egyesült Államok   | 5172               |
| Arkosz            | Szovjetunió        | 2343               |
| Atlantic          | Egyesült Királyság | 5414               |
| Black Ranger      | Egyesült Királyság | 3417               |
| Carlton           | Egyesült Államok   | 5127               |
| Csernisevszkij    | Szovjetunió        | 3588               |
| City of Joliet*   | Egyesült Államok   | 6167               |
| City of Omaha     | Egyesült Államok   | 6124               |
| Empire Baffin     | Egyesült Királyság | 6978               |
| Empire Elgar      | Egyesült Királyság | 2847               |
| Empire Lawrence*  | Egyesült Királyság | 7457               |
| Empire Purcell*   | Egyesült Királyság | 7049               |
| Empire Selwyn     | Egyesült Királyság | 7167               |
| Exterminator      | Panama             | 6115               |
| Heffron           | Egyesült Államok   | 7611               |
| Hybert            | Egyesült Államok   | 6120               |
| John Randolph     | Egyesült Államok   | 7191               |
| Lowther Castle*   | Egyesült Királyság | 5171               |
| Massmar           | Egyesült Államok   | 5828               |
| Mauna Kea         | Egyesült Államok   | 6064               |
| Michigan          | Egyesült Államok   | 5594               |
| Minotaur          | Egyesült Államok   | 4553               |
| Mormacsul*        | Egyesült Államok   | 5481               |
| Nemaha            | Egyesült Államok   | 6501               |
| Ocean Voice       | Egyesült Királyság | 7174               |
| Pieter de Hoogh   | Hollandia          | 7168               |
| Revoljucionyer    | Szovjetunió        | 2900               |
| Richard Henry Lee | Egyesült Államok   | 7191               |
| Scsorsz           | Szovjetunió        | 2770               |
| Sztarij Bolsevik  | Szovjetunió        | 3974               |
| Steel Worker**    | Egyesült Államok   | 5685               |
| Syros***          | Egyesült Államok   | 6191               |
| West Nilus        | Egyesült Államok   | 5495               |

* A hajót repülőgép süllyesztette el

** A hajó aknára futott

*** A hajót az U–703 pusztította el

## Kísérő hajók
| A hajó neve        | Nemzetisége        | Típus                      |
| ------------------ | ------------------ | -------------------------- |
| HMS Achates        | Egyesült Királyság | Romboló                    |
| HMS Alynbank       | Egyesült Királyság | Légelhárító hajó           |
| HMS Ashanti        | Egyesült Királyság | Romboló                    |
| HMS Blankney       | Egyesült Királyság | Romboló                    |
| HMS Bramble        | Egyesült Királyság | Aknaszedő                  |
| HMS Duke of York   | Egyesült Királyság | Csatahajó                  |
| HMS Eclipse        | Egyesült Királyság | Romboló                    |
| HMS Faulknor       | Egyesült Királyság | Romboló                    |
| HMS Fury           | Egyesült Királyság | Romboló                    |
| ORP Garland        | Lengyelország      | Romboló                    |
| HMS Gossamer       | Egyesült Királyság | Aknaszedő                  |
| Groznij            | Szovjetunió        | Romboló                    |
| HMS Hazard         | Egyesült Királyság | Aknaszedő                  |
| HMS Honeysuckle    | Egyesült Királyság | Korvett                    |
| HMS Hyderabad      | Egyesült Királyság | Korvett                    |
| HMS Icarus         | Egyesült Királyság | Romboló                    |
| HMS Intrepid       | Egyesült Királyság | Romboló                    |
| HMS Kent           | Egyesült Királyság | Könnyűcirkáló              |
| HMS Lady Madeline  | Egyesült Királyság | Felfegyverzett halászhajó  |
| HMS Lamerton       | Egyesült Királyság | Romboló                    |
| HMS Leda           | Egyesült Királyság | Aknaszedő                  |
| HMS Ledbury        | Egyesült Királyság | Romboló                    |
| HMS Liverpool      | Egyesült Királyság | Könnyűcirkáló              |
| HMS London         | Egyesült Királyság | Cirkáló                    |
| HMS Marne          | Egyesült Királyság | Romboló                    |
| HMS Martin         | Egyesült Királyság | Romboló                    |
| USS Mayrant        | Egyesült Államok   | Romboló                    |
| HMS Middleton      | Egyesült Királyság | Felfegyverzett halászhajó  |
| HMS Nigeria        | Egyesült Királyság | Könnyűcirkáló              |
| HMS Norfolk        | Egyesült Királyság | Nehézcirkáló               |
| HMS Northern Spray | Egyesült Királyság | Felfegyverzett halászhajó  |
| HMS Onslow         | Egyesült Királyság | Romboló                    |
| HMS Oribi          | Egyesült Királyság | Romboló                    |
| HMS Retriever      | Egyesült Királyság | Felfegyverzett halászhajó  |
| USS Rhind          | Egyesült Államok   | Romboló                    |
| HMS Roselys        | Egyesült Királyság | Korvett                    |
| HMS Rowan          | Egyesült Királyság | Romboló                    |
| HMS Seagull        | Egyesült Királyság | Aknaszedő                  |
| HMS Seawolf        | Egyesült Királyság | Tengeralattjáró            |
| Szokrusityelnij    | Szovjetunió        | Romboló                    |
| HMS St. Elstan     | Norvégia           | Felfegyverezett halászhajó |
| HMS Starwort       | Egyesült Királyság | Korvett                    |
| HMS Trident        | Egyesült Királyság | Tengeralattjáró            |
| Valerian Kujbisev  | Szovjetunió        | Romboló                    |
| HMS Victoriuos     | Egyesült Királyság | Repülőgép-hordozó          |
| HMS Volunteer      | Egyesült Királyság | Romboló                    |
| USS Wainwright     | Egyesült Államok   | Romboló                    |
| USS Washington     | Egyesült Államok   | Csatahajó                  |
| HMS Wheatland      | Egyesült Királyság | Kísérő romboló             |
| USS Wichita        | Egyesült Államok   | Nehézcirkáló               |